# Pax Romana
Pax Romana, у преводу Римски мир, је назив за период историје римске државе, односно Римског царства од краја 1. века п. н. е. па до краја 2. века. Овај период је карактерисао дуготрајан изостанак већих оружаних сукоба на територији Римског царства, било да је реч о инвазијама варварских народа или не-римских држава, било да је реч о грађанским ратовима.

## Израз и дефиниција
Израз, односно концепт "Пакс Романе" је у 18. веку први употребио британски историчар Едвард Гибон у свом капиталном делу „Историја опадања и пада Римског царства“ (енгл. The History of the Decline and Fall of the Roman Empire).
Захваљујући њему почетак периода традиционално се смешта у 30. године п. н. е. када је Октавијан победио Марка Антонија у последњем од грађанских ратова који су означили сумрак Римске републике. Октавијан је током касније дугогодишње владавине ударио темеље новом политичком систему чија је главна карактеристика била инсистирање на стабилности.
Као завршетак периода се, исто тако захваљујући Гибону, обично узима година 180. када је након смрти просвећеног цара - филозофа Марка Аурелија на власт дошао његов тирански и нерационални син Комод. Рим је у том периоду, додуше, водио ратове, а у провинцијама би се повремено појавили и устанци. Ипак већих сукоба у унутрашњости самог Царства није било. Једини изузетак је био хаотични грађански рат у години четири цара 68/69. Због тог рата неки историчари као почетак „праве“ Пакс Романе наводе тек завршетак овог рата и 69. годину. По сличним критеријумима се као крај Пакс Романе понекад наводи 193. година и почетак грађанских ратова везаних уз Годину пет царева.

## Економски процват
Околности без сукоба у великом царству су створиле услове за дотада незабележен развој саобраћајних веза на Медитерану и јужној Европи, а заједно са њим и процват економије, те ширење римске, односно античке културе која је управо у доба Пакс Романе доживела свој технолошки врхунац.
Гибонов концепт Пакс Романе је у каснијим вековима не само дао историчарима да користе сличне изразе за сличне феномене у другим просторима и временима, него и служио за оправдавање империјализма. По тим схватањима једино власт или хегемонија светске силе, односно царства над малим и етнокултурно хетерогеним ентитетима може омогућити несметан развој цивилизације. Такве идеје су се могле видети и у непосредној прошлости када се процес глобализације под доминацијом САД крајем 20. века упоређивао са Пакс Романом.